# Farkaševac
 Farkaševac  falu  és község Horvátországban Zágráb megyében. Közigazgatásilag Bolč, Brezine, Donji Markovac, Ivančani, Kabal, Mački, Majur, Prašćevac, Zvonik és Žabnica települések tartoznak hozzá.

## Fekvése
Zágrábtól 52 km-re keletre,  a megye északkeleti részén fekszik.

## Története
A települést 1484-ben "Farkassowcz" alakban említik először, tehát a középkorban már állt. Neve a magyar farkas főnévből származik és a századok során sem változott a horvát azonos értelmű Vukovóra. A 16. századtól lakói sokat szenvedtek a török támadásoktól, 1591-ben a török el is pusztította a falut. Később azonban újjáépítették és a katonai határőrvidék része lett. 1830-ban megnyílt a település első iskolája. 1883. szeptember 20-án a településen felkelés tört ki, melynek oka az a jegyzői intézkedés volt, hogy a pénzügyminiszter rendelete alapján a horvátországi közös hivatalokra a címereken a horvát mellé a magyar feliratokat is el kell helyezni . A jegyző  a közeli Kőrösre kényszerült menekülni, míg az elégedetlenség egyre erősödött. Az események végül összecsapáshoz vezettek, melyben hatan meghaltak és többen megsebesültek. A rend helyreállítását a két nap múlva Zágrábból kivezényelt két század katonasággal tudták biztosítani. A király az események miatt felfüggesztette a szábort, kormány meghátrált, a pénzügyminiszter lemondott és a címerek a régi formájukban kerültek újra kitételre. A településnek 1857-ben 295, 1910-ben 376 lakosa volt. Trianonig Belovár-Kőrös vármegye Belovári járásához tartozott. 1993-ig közigazgatásilag Vrbovec község része volt, ekkor a hozzá tartozó 11 településsel leválasztották és önálló község lett. 2001-ben a falunak 342, a községnek összesen 2102 lakosa volt.

## Lakosság
| Lakosság változása | Lakosság változása | Lakosság változása | Lakosság változása | Lakosság változása | Lakosság változása | Lakosság változása | Lakosság változása | Lakosság változása | Lakosság változása | Lakosság változása | Lakosság változása | Lakosság változása | Lakosság változása | Lakosság változása |
| ------------------ | ------------------ | ------------------ | ------------------ | ------------------ | ------------------ | ------------------ | ------------------ | ------------------ | ------------------ | ------------------ | ------------------ | ------------------ | ------------------ | ------------------ |
| 1857               | 1869               | 1880               | 1890               | 1900               | 1910               | 1921               | 1931               | 1948               | 1953               | 1961               | 1971               | 1981               | 1991               | 2001               |
| 295                | 280                | 285                | 310                | 311                | 376                | 462                | 533                | 602                | 643                | 525                | 451                | 376                | 332                | 342                |

## Nevezetességei
A Szent Apostolok Szétválása tiszteletére szentelt temploma.